# ریکی جانکو
ریکی جانکو (انگلیسی: Ricky Gianco؛ زادهٔ ۱۸ فوریهٔ ۱۹۴۳) خواننده، آهنگساز، ترانه‌سرا، خواننده، موسیقی‌دان، گیتارنواز و تهیه‌کننده موسیقی اهل ایتالیا است. وی را یکی از پایه‌گذاران موسیقی راک ایتالیا می‌دانند.
از فیلم‌هایی که وی در آن نقش داشته‌است، می‌توان به شیرین‌بیان و این دنیای دیوانه دیوانه ترانه اشاره کرد.